# Чађавац (Брчко)
Чађавац је насељено мјесто у саставу дистрикта Брчко, БиХ.

## Становништво
| Националност       | 1991.       |
| Хрвати             | 60 (81,08%) |
| Југословени        | 6 (8,11%)   |
| остали и непознато | 8 (10,81%)  |
| Укупно             | 74          |